# Лашково (Новосокольницький район)
Лашково (рос. Лашково) — присілок в Новосокольницькому районі Псковської області Російської Федерації.
Населення становить 4 особи. Входить до складу муніципального утворення Пригородная волость.

## Історія
Від 2015 року входить до складу муніципального утворення Пригородная волость.

## Населення
| 2001 | 2002 | 2010 |
| ---- | ---- | ---- |
| 11   | →11  | ↘4   |